# Bitwa o wał Krassusa
Bitwa o wał Krassusa – starcie zbrojne, które miało miejsce w roku 71 p.n.e. w trakcie Powstania Spartakusa.
Na początku roku 71 p.n.e. Spartakus wkroczył na półwysep Brucjum, skąd zamierzał udać się z pomocą floty pirackiej na Sycylię. Piraci wycofali się jednak z obiecanej pomocy, wobec czego Spartakus pozostał na półwyspie. Równocześnie w ślad za powstańcami z północy nadciągnął Marek Licyniusz Krassus ze swoim wojskiem. Dowódca rzymski, chcąc odciąć powstańcom drogę powrotną, postawił na całej szerokości półwyspu 50-kilometrowy mur poprzedzony głębokim rowem, w którym umieszczono zaostrzone pale. 
Tymczasem armii Spartakusa, grabiącej południowe rejony kraju, zaczynało brakować żywności. Wraz z nastaniem chłodów powstańcy skierowali się ponownie na północ, napotykając po drodze rzymskie fortyfikacje. Pierwszy atak na umocnienia zakończył się niepowodzeniem. W walce zginąć miało wielu powstańców i zaledwie kilku Rzymian. Od tej chwili Spartakus rozpoczął nękanie obrony rzymskiej, atakując wybrane strażnice i dokonując prób podpalenia palisady. W końcu, wykorzystując burzę śnieżną, pewnej zimowej nocy Spartakus zasypał część rowu drzewem, ziemią, a także padliną zwierząt i zwłokami poległych, po czym przerzucił większą część swojego wojska w kierunku barykady. Do ataku na mur powstańcy wykorzystali tarany oraz haki z linami, którymi próbowano rozerwać palisadę. W końcu w murze powstał wyłom, przez który przedarły się masy powstańców. Ogółem przy dużych stratach przeszkodę pokonało kilkadziesiąt tysięcy ludzi Spartakusa, którzy obrali kierunek na północ.